# Luchthaven Mehamn
Luchthaven Mehamn (IATA: MEH, ICAO: ENMH) is een vliegveld bij Mehamn in de gemeente Gamvik in Finnmark in het noorden van  Noorwegen. 
Mehamn werd geopend in 1974. Die opening was onderdeel van het beleid waarbij in het noorden van het land een groot aantal vliegvelden werden aangelegd met een betrekkelijke korte landingsbaan. Het Noorse spoornet kwam niet noordelijker dan Bodø, kleine vliegtuigjes waren in het dunbevolkte noorden het aangewezen alternatief.
Het vliegveld wordt bediend door Widerøe die dagelijkse vluchten verzorgt naar Berlevåg, Båtsfjord, Hammerfest, Honningsvåg en Vadsø.